# هیهاچی میشیما
هیهاچی میشیما (به ژاپنی: 三島 平، به انگلیسی:Heihachi Mishima) یک شخصیت‌های ساختگی در مجموعه بازی‌های ویدئویی تکن است که توسط شرکت باندای نامکو گیمز ساخته شده‌است. او به عنوان یکی از هماوردهای اصلی این سری به‌شمار می‌رود و از معدود کسانی است که در تمامی نسخه‌های اصلی این سری (به همراه نینا ویلیامز ، پال فینکس، و یوشیمیتسو) حضور داشته‌است. او کاراته کاری قهار و مؤسس گروه تکن فورس است، گروهی که دارای افرادی ماهر است که تربیت شده توسط خود او هستند. هیهاچی در تکن ۱ و تکن ۴ نقش غول آخر را ایفا می‌کند.

## تاریخچه و داستان
هیهاچی میشیما پسر جینپاچی میشیما، مردی است که یک شرکت خانوادگی را تأسیس کرد که در طول جنگ جهانی دوم به فروش سلاح‌ها افزایش یافت.  جینپاچی پس از جنگ صلح‌طلب‌تر شد و می‌خواست از تولید سلاح فاصله بگیرد و روی توسعه سبک هنرهای رزمی خود، کاراته میشیما سبک تمرکز کند.
او پسرش هیهاچی و همسر آینده هیهاچی، کازومی هاچیجو را آموزش داد.
هیهاچی و کازومی ازدواج کردند و وقتی هیهاچی ۲۶ ساله بود صاحب پسری به نام کازویا میشیما شدند.  هیهاچی رشد کرد تا به یک رزمی کار برجسته و تاجر زیرک تبدیل شود.
او به شرکت پدرش طمع داشت و با مسیری که پدرش در پیش گرفته بود مخالف بود،  وقتی هیهاچی حدود سی ساله بود، کودتا کرد و کنترل شرکت پدرش را از او گرفت.  او شروع به تغییر شکل شرکت به شکل کنونی آن به نام میشیما زایباتسو کرد.  جین پاچی و کازومی هر دو از این اقدام نگران شدند و جین پاچی به دنبال بازپس گیری شرکت از پسرش بود.  جینپاچی شکست خورد و هیهاچی او را در زیر معبد خانوادگی، هون مارو، زندانی کرد.
به نظر می رسد هیهاچی پس از این مدت، جین پاچی را تا حد قابل توجهی زنده نگه داشته است، و اولین باری که تایید شد که مرده است، زمانی بود که وانگ جینری خبر را شنید، حدود پانزده سال بعد،  هیهاچی در این زمان چهل و پنج ساله بود.
هیهاچی مدت کوتاهی پس از زندانی کردن پدرش با همسرش کازومی مواجه شد که از او خواست از مسیر تاریکی که در آن قرار داشت صرف نظر کند.
هیهاچی درخواست‌های او را نادیده گرفت و در هفته‌های آتی کازومی مکرراً بیمار شد و به نظر می‌رسید که شخصیت دوم خشونت‌آمیز را به نمایش بگذارد. هیهاچی از او مراقبت کرد تا سالم بماند، اما زمانی که کازومی یک روز در دوجوی خانواده به او حمله کرد، همه چیز به هم خورد .
کازومی تبدیل به موجودی اهریمنی شد و ادعا کرد که خانواده‌اش پیش‌بینی کرده‌اند که هیهاچی تاریکی بزرگی را به جهان خواهد آورد، او به هیهاچی گفت که وظیفه او در تمام مدت این بوده که در کنار او بماند و یا او را از مسیرش منصرف کند یا اگر قصد دنبال کردنش را داشته باشد، او را بکشد.
این دو با هم دعوا کردند و با وجود عشقی که به او داشت، هیهاچی در نهایت کازومی را کشت. 
کازویا،پسر پنج ساله هیهاچی، متوجه شد که هیهاچی مسئول مرگ کازومی بوده و با او مقابله کرد. 
هیهاچی پسر را کتک زد و او را از صخره پرت کرد. به نظر می رسد انگیزه های او برای این امر متفاوت است. او بعداً ادعا کرد که می‌خواست ببیند آیا کازویا همان " بیماری " کازومی را دارد یا خیر، اگرچه روایت‌های مختلف دیگر نشان می‌دهند که آیا کازویا به اندازه‌ای قوی است که بتواند دوباره بالا برود، زیرا هیهاچی او را ضعیف‌تر از آن می‌دانست که وارث خود باشد. کازویا واقعاً از صخره بالا رفت، و به نظر می‌رسد هیهاچی این را نشانه این بود که کازویا وارث شایسته تعالیم او بود.